# 裴德河
裴德河，位于中华人民共和国黑龙江省密山市西北部的一条河流，是穆棱河左岸支流，上游也称奥昌河，发源于八五一一农场十二队以北，向南流经红旗水库，于富源乡珠山村西南注入青年水库，出库后南流至和平朝鲜族乡新田村以北转东北流，经裴德镇和兴凯镇南部，于虎林市杨岗镇杨树河子转东流，成为密山与虎林之间的界河，于杨岗镇三河屯西南汇入穆棱河。河流全长78千米，流域面积1730平方千米，年均径流量2.16亿立方米。裴德镇以上，河流穿行于山区，两岸植被较好。裴德镇以下进入平原区，两岸除耕地外均为沼泽湿地。